# Triepeolus segregatus
Triepeolus segregatus är en biart som först beskrevs av Cockerell 1900.  Triepeolus segregatus ingår i släktet Triepeolus och familjen långtungebin. Inga underarter finns listade i Catalogue of Life.